# Coreoatetosi
La coreoatetosi è l'associazione di corea (ovvero movimenti a scatti, molto rapidi) e atetosi (movimenti molto ampi e, nell'esplicarli, lenti). Nell'individuo si manifestano entrambe le anomalie dei movimenti al tempo stesso anche se una delle due può essere prevalente sull'altra.

## Manifestazioni cliniche
La coreoatetosi coinvolge soprattutto il viso, il collo e il tronco, si assiste a un comportamento irrequieto del soggetto.

## Eziologia e diagnosi correlate
Patologie che mostrano tali disturbi del movimento sono la Corea reumatica di Sydenham, la malattia di Huntington e l'avvelenamento da tallio.
Si riscontrano anche nelle forme discinetiche delle paralisi cerebrali e nell’atassia-teleangectasia.
Nel caso della malattia di Parkinson, la somministrazione di levodopa (uno dei farmaci maggiormente utilizzati nel trattamento della condizione) induce un aumento dei movimenti irregolari, da 1 a 3 ore dopo la somministrazione si osserva l'apice del disturbo, anche altri farmaci possono provocare tale disturbo, inoltre si può manifestare come complicanza dovuta a interventi cardio-chirurgici.

## Terapie
Come trattamento farmacologico vengono utilizzate reserpina,  benzodiazepine e  neurolettici, tutti con risultati spesso inefficaci.
Da tenere presente che l'uso eccessivo di neurolettici può provocare nella persona una discinesia tardiva, danneggiando la zona mandibolare.